# 𠫑羌
𠫑羌（?—?），戰國初期晋国韩氏（后来成为韩国）的将领。

传世文献没有记载𠫑羌。1930年代初，洛阳城东金村太仓古墓出土大宗战国时期的青铜器，其中有一组14枚编钟，每枚上都刻有相同的61字铭文：
唯廿又再祀，𠫑羌作戎，厥辟韩宗𢾿，率征秦迮齐，入长城，先会于平阴。武侄寺力，譶夺楚京。赏于韩宗，令于晋公，昭于天子，用明则之于铭，武文咸烈，永世毋忘。
𠫑羌率领韩氏之军，征伐秦国。前405年，齐国田和让田布派项子牛杀害田孫。駐守廪丘（今山东省鄄城县）的田會反齊，求援于三晋，𠫑羌与魏氏翟角、赵氏孔屑率军前來援救，三晉伐齊之戰，三晉获胜，兵锋抵达平阴。后来也参加征伐楚国之战，他的功绩“赏于韩宗，令于晋公，昭于天子”。